# Dioscorea
Dioscorea es un género de plantas de la familia Dioscoreaceae con más de 600 especies aceptadas.
Se distribuye por todas las regiones templadas y tropicales del mundo, una gran mayoría de especies son tropicales mientras que el resto se dan en las zonas templadas. Algunas de ellas, llamadas popularmente ñame, son cultivadas por sus grandes tubérculos que son ampliamente utilizados para la alimentación, siendo un producto básico para el consumo humano en Oceanía y el oeste de África. Su consumo es importante también en el Caribe. En Asia y África se cultiva desde hace ocho mil años, en tanto en las áreas tropicales de América es cultivado por los pueblos indígenas desde la época precolombina.

## Descripción
Son plantas trepadoras, herbáceas y de hábito perenne que crecen entre 2 a 12 m. Las hojas, anchas y de forma acorazonada, se disponen en espiral. Las flores, de seis pétalos son inconspicuas y de color verde amarillento; son principalmente dioicas (flores masculinas y femeninas en diferentes plantas), aunque algunas especies son monoicas (flores masculinas y femeninas en la misma planta). En la mayoría de especies el fruto es una cápsula, en otras cuantas una baya blanda.

## Taxonomía
El género fue descrito por Carlos Linneo y publicado en Species Plantarum 2: 1032. 1753. La especie tipo es: Dioscorea sativa L.

## Cultivo

### Colombia
Se cultiva principalmente en la Subregión Montes de María, específicamente en el Municipio del Carmen de Bolívar.

### España
En Canarias a diferencia de otros cultivos (plátano, piña tropical ...) no precisa de intensos cuidados, aunque presenta el inconveniente de su largo ciclo de desarrollo e importante exigencia en agua, casi el doble que la platanera y tres veces más que la piña tropical.
El ñame en Canarias se cultiva con métodos artesanales y su practica se ha transmitido de manera tradicional de padres a hijos.
Si bien se cree que su origen se localiza en la región indo-malaya (Sudeste asiático), su introducción en Canarias es más confusa. Posiblemente, la Colocasia esculenta, debió llegar a las islas en los primeros años después de la conquista, traída desde el Mediterráneo por los españoles.
Actualmente el ñame (taro o aro) se cultiva principalmente en el norte de la isla de La Palma y en algunos barrancos de Tenerife y La Gomera.
En los primeros 20–30 días de la plantación se produce la emisión del sistema radicular o enraizamiento seguida de un desarrollo del área foliar y posteriormente la aparición de los hijos o ahijamiento (a los 3–4 meses). Por último, después del primer año, comienza el desarrollo del tubérculo así como el almacenamiento en este de sustancia se reserva, principalmente almidón.
La principal isla productora de ñame en Canarias es La Palma, con una media cercana al millón y medio de kilos anuales, de los cuales la práctica totalidad se exporta hacia los Mercados de Tenerife y Las Palmas.
La mayor parte de esta producción procede del municipio norteño de San Andrés y Sauces, donde existen aproximadamente unas 15 ha de terreno dedicadas a su cultivo.

## Especies seleccionadas

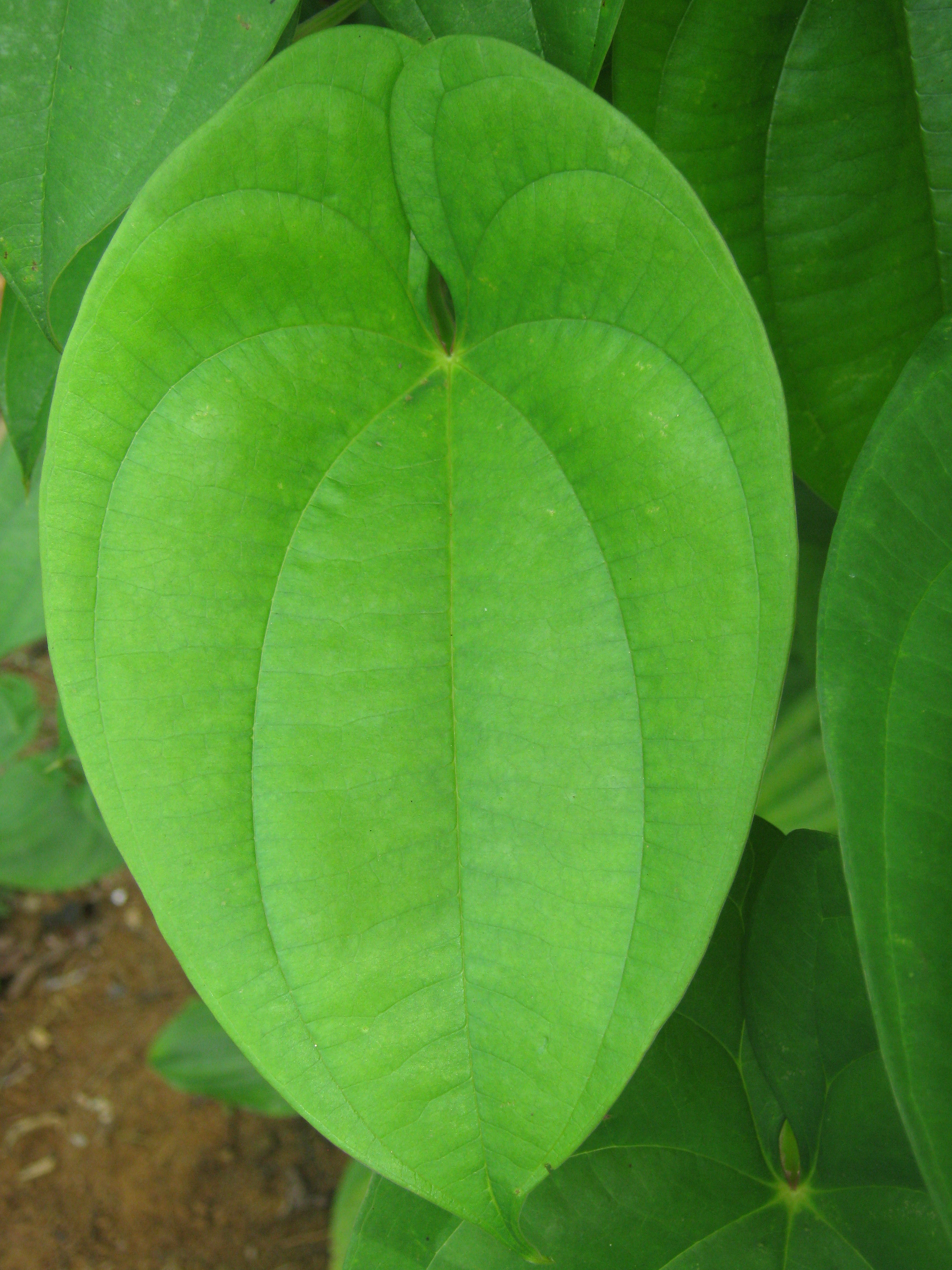
Hoja.

Ver lista completa de especies acceptadas en The Plant List
- Dioscorea alata
- Dioscorea althaeoides
- Dioscorea altissima
- Dioscorea aspersa
- Dioscorea balcanica
- Dioscorea banzhuana
- Dioscorea belophylla
- Dioscorea benthamii
- Dioscorea bicolor
- Dioscorea biformifolia
- Dioscorea birmanica
- Dioscorea bulbifera
- Dioscorea cayenensis
- Dioscorea chingii
- Dioscorea chouardii
- Dioscorea cirrhosa
- Dioscorea collettii
- Dioscorea communis
- Dioscorea cumingii
- Dioscorea decipiens
- Dioscorea delavayi
- Dioscorea deltoidea
- Dioscorea dumetorum
- Dioscorea elephantipes
- Dioscorea esculenta (Lour.) Burkill - tugui de Filipinas[3]
- Dioscorea esquirolii
- Dioscorea exalata
- Dioscorea floridana
- Dioscorea fordii
- Dioscorea futschauensis
- Dioscorea garrettii
- Dioscorea glabra
- Dioscorea gracillima
- Dioscorea hastifolia
- Dioscorea hemsleyi
- Dioscorea japonica
- Dioscorea kamoonensis
- Dioscorea linearicordata
- Dioscorea martini
- Dioscorea melanophyma
- Dioscorea menglaensis
- Dioscorea mexicana
- Dioscorea nipponica
- Dioscorea nitens
- Dioscorea oppositifolia
- Dioscorea panthaica
- Dioscorea pentaphylla
- Dioscorea persimilis
- Dioscorea poilanei
- Dioscorea polygonoides
- Dioscorea polystachya Turcz. - batata de la China, ñame de la China.[3]
- Dioscorea preussii
- Dioscorea pyrenaica
- Dioscorea quinqueloba
- Dioscorea rotunda
- Dioscorea remotiflora
- Dioscorea sansibarensis
- Dioscorea scortechinii
- Dioscorea simulans
- Dioscorea sinoparviflora
- Dioscorea spongiosa
- Dioscorea subcalva
- Dioscorea tentaculigera
- Dioscorea tenuipes
- Dioscorea tokoro
- Dioscorea trifida
- Dioscorea velutipes
- Dioscorea villosa - Especie tipo, L., Sp. Pl., 2, 1033, 1753
- Dioscorea wallichii
- Dioscorea xizangensis
- Dioscorea yunnanensis
- Dioscorea zingiberensis

## Usos

### Medicina popular
Además de su extendido uso alimenticio, se atribuyen valores medicinales al ñame como antiinflamatorio y anti-espasmódico y otros por su contenido moderado de alcaloides y esteroides. También destaca su contenido en inulina.
En los años 50 del pasado siglo se estudió en Veracruz, México, una variedad de Dioscorea que se usaba como saponina o jabón para matar peces por la compañía Sintex. Gracias a este descubrimiento, se detectó su contenido en esteroles análogos a la progesterona, lo que sirvió de base al descubrimiento, en México, de la píldora anticonceptiva por parte de Carl Djerassi, Miramontes y Romo.
Algunos estudios sugieren que estos tubérculos pueden aumentar la posibilidad de tener gemelos.[cita requerida]

### Culinarios
El ñame es un ingrediente imprescindible en los sancochos elaborados en Puerto Rico, Panamá, la Costa Caribe colombiana, Venezuela, Haití y la República Dominicana. También es ingrediente principal de platos colombianos como el mote de queso, dulce de ñame, y en ensaladas y chips (tajadas fritas). En las Islas Canarias, el ñame es un ingrediente del tradicional potaje de berros.